# پایین‌سیدکلا
پایین سیدکلا، روستایی از توابع بخش گتاب شهرستان بابل در استان مازندران ایران است.

## جمعیت
این روستا در دهستان گتاب جنوبی قرار دارد و براساس سرشماری مرکز آمار ایران در سال ۱۳۸۵، جمعیت آن ۳۶۶ نفر (۹۱خانوار) بوده‌است.